# Erer (woreda)
Pour les articles homonymes, voir Erer.
Erer est un woreda de l'est de l'Éthiopie situé dans la zone Siti de la région Somali. Ce district a 77 628 habitants en 2007 et porte le nom de son centre administratif Erer.
Le district est bordé au sud par la région Oromia et au sud-est par Dire Dawa. Son centre administratif se trouve sur la route reliant Mieso à Dire Dawa, une cinquantaine de kilomètres à l'ouest de Shinile et Dire Dawa.
Hurso qui n'est qu'à 25 km de Dire Dawa, était desservie autrefois par le chemin de fer djibouto-éthiopien mais la ligne d'Addis-Abeba à Djibouti ne s'y arrête plus et seule la gare d'Erer reste en service dans le district[réf. souhaitée].
Les autres agglomérations sont Ayidora et Asbuli situées dans le nord du district.
| Afdem     | Mille | Gablalu   |
| Gota Biki | Erer  | Shinile   |
| Goro Gutu | Meta  | Dire Dawa |

Le recensement national de 2007 fait état pour le district d'une population de 77 628 habitants dont 16 % de citadins qui sont les 4 184 habitants d'Ayidora, les 4 111 habitants d'Erer, 1 967, les 3 758 habitants de Hurso et 604 habitants à Asbuli.
Près de 98 % des habitants sont musulmans et 1 % sont orthodoxes.
En 2022, la population est estimée sur le même périmètre à 113 929 personnes avec une densité de population de 11 personnes par km2 pour 10 250 km2 de superficie.
Le district se réduit cependant à 4 222 km2 en 2021 en raison d'un déplacement de la limite régionale Afar-Somali[réf. souhaitée] et du détachement de Gablalu,.